# Полого-Вергунівська сільська рада
| Полого-Вергунівська сільська рада — колишній орган місцевого самоврядування у Переяслав-Хмельницькому районі Київської області з адміністративним центром у с. Пологи-Вергуни. Сільській раді підпорядковані населені пункти: - с. Пологи-Вергуни - с. Натягайлівка - с. Перше Травня |

## Склад ради
Рада складається з 16 депутатів та голови.

### Керівний склад ради
| ПІБ                          | Основні відомості                                                               | Дата обрання | Дата звільнення |
| ---------------------------- | ------------------------------------------------------------------------------- | ------------ | --------------- |
| Кравченко Наталія Миколаївна | Сільський голова, 1952 року народження, освіта, безпартійний                    | 26.03.2006   | 26.01.2010      |
| Глоба Олександр Васильович   | Сільський голова, 1975 року народження, освіта середня спеціальна, безпартійний | 31.10.2010   |                 |

Примітка: таблиця складена за даними джерела